# Карканђелоне (Пезаро и Урбино)
Карканђелоне је насеље у Италији у округу Пезаро и Урбино, региону Марке.
Према процени из 2011. у насељу је живело 19 становника. Насеље се налази на надморској висини од 374 м.